# سه‌گوش ماهیچه‌ای
سه‌گوش ماهیچه‌ای (انگلیسی: Muscular triangle) فضایی است که ماهیچهٔ جناغی‌پستانکی (استرنوماستوئید) و بطن بالایی ماهیچهٔ کتفی‌لامی و خط میانی گردن آن را محدود می‌کنند.
اضلاع این مثلث عبارت از بطن قدامی (فوقانی) اوموهیوئید و حد تحتانی کناره قدامی جناغی‌پستانکی و خط وسط در ناحیه گردن است. بخش اعظم ماهیچه‌های زیرلامی (اینفراهیوئید) در این مثلث واقع شده‌اند. به‌علاوه غضروف تیروئید، کریکوئید، اولین حلقه‌های تراشه و بخشی از غده تیروئید در این ناحیه قرار دارد.

## نگارخانه

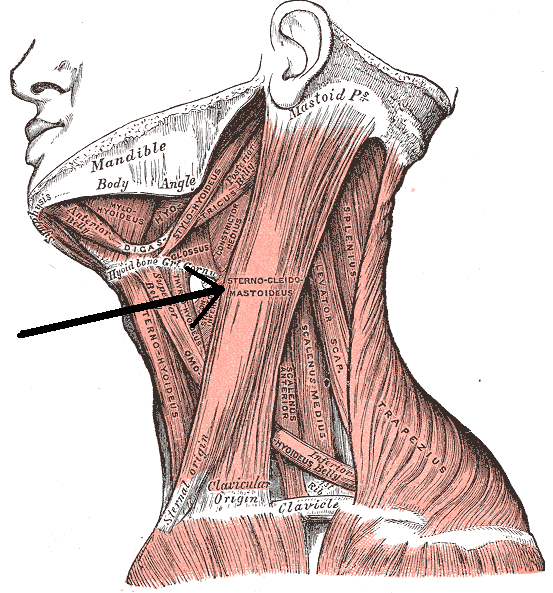
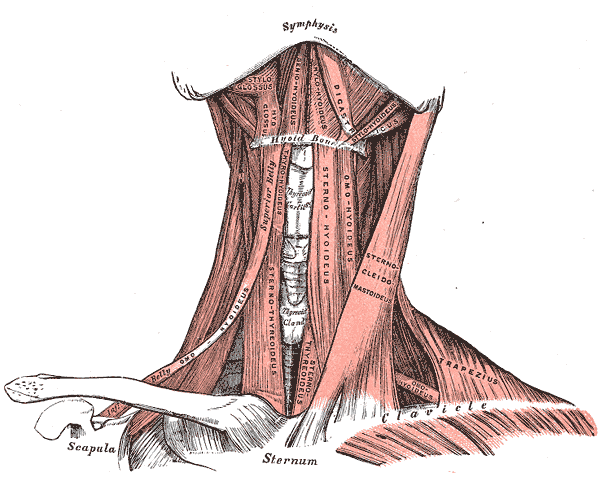